# Балі (острів)
Ба́лі (балі. Bali, індонез. Bali) — острів в Балійському морі. Належить Індонезії, розташований на схід від острова Ява, один із групи Зондських островів; територія 5560 км²; столиця Денпасар; рельєф: вулканічні гори; особливості: національні танці, музика, драма, 1 млн туристів на рік (1990); продукція: вироби із золота і срібла, різьблення по дереву, тканини, сіль, кава; населення 4 404 300 (2023).

## Географія
Площа острова становить 5780 км², довжина — 150 км зі сходу на захід та 80 км з півночі на південь. На схід від острова, між островами Балі та Ломбок, проходить так звана лінія Воллеса, яка відділяє флору та фауну тропічної Азії від природних зон Австралії та Нової Гвінеї.

### Клімат
Клімат на Балі екваторіально-мусонний, замість звичного поділу на чотири сезони тут розрізняють лише два: сухий (червень–жовтень) і вологий (листопад–березень), найбільша кількість опадів випадає в січні-лютому. У деяких районах Балі різниця між ними майже непомітна. У період вологого сезону опади випадають локально, як правило, вночі у вигляді короткочасних (1–2 години) грозових злив.
Середньорічні температури незначно коливаються навколо позначки 30 °C. У низинах і курортних зонах тепло і вдень, і вночі; у горах досить прохолодні ночі, і в цілому свіжіше, ніж на решті території. Температура води в океані 26–28 °C.

## Історія
Індуїстська культура острова Балі бере свій початок з VII століття. 
Нідерланди отримали контроль над островом у 1908 році внаслідок військової інтервенції.
У 1949 році Балі став частиною незалежної Індонезії.
У 1960–1970-х роках Балі став популярним міжнародним курортом.
У 2022 році на острові Балі пройшла 17-та зустріч глав держав Групи двадцяти (G20).
У 2023 році на Балі пройшла конференція розробників Ethereum.

## Населення
Станом на 2014 рік на острові мешкало 4 225 384 особи. З початку XXI століття населення острова збільшилося більш як на мільйон осіб.
Балі — це індуїстське суспільство, яке проживає на території мусульманської країни і постійно контактує з іноземцями. Все це лише підігріває інтерес до місцевих звичаїв. Самі балійці вельми пишаються своїми традиціями і зазвичай суворо слідують кодексу поведінки. Туристам при відвідуванні острова слід це приймати як належне і пристосовуватися до місцевих звичаїв.

### Міста
- Денпасар — столиця
- Кута — курортне місто
- Сингараджа — промислове місто на півночі острова

## Релігія

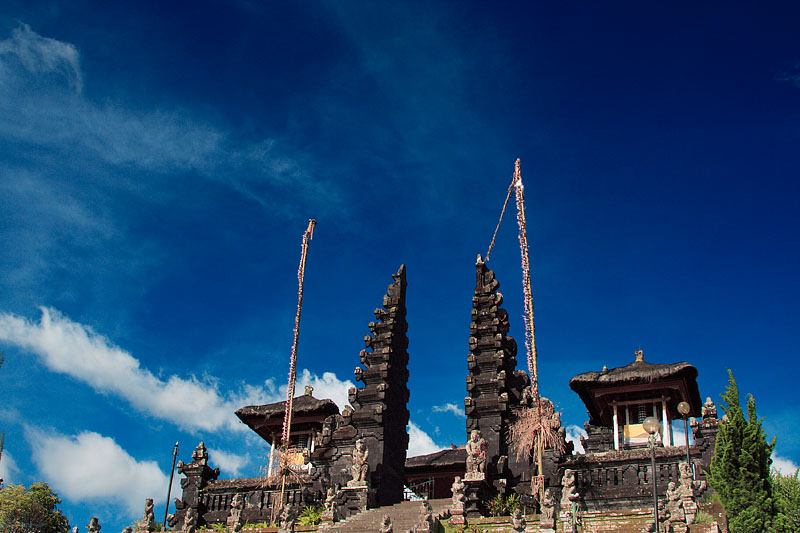
Індуїстський храм на Балі

Більшість балійців (83,5 % населення) сповідує місцевий різновид індуїзму, який називається «Агама Хінду Дхарма». 13,3 % населення — мусульмани. Вони проживають переважно в Денпасарі, Сингараджі та невеликих прибережних містечках. Ці цифри не включають «тимчасових» мігрантів з інших частин Індонезії. Християн (1,7 %) і буддистів (0,5 %) мало — це китайці, корінне населення, а також іноземці (англійці, австралійці, голландці, французи, італійці, росіяни та інші), що проживають на острові.
Індуїзм на Балі — сплав тубільних вірувань, буддизму та вчення Шиви, який прийшов з Індії. Буддизм в формі махаяни (великої колісниці), яка поширена в Китаї, на Тибеті, у Кореї та Японії. Буддійські брахмани зосереджені в районі Карангасема. Агама Хінду Дхарма — це змінене вчення, яке називалося раніше «Агама Тирта» — релігія освяченої води, суміш шиваїзму та буддизму, що прийшли з Яви. У її основі теологічні уявлення філософії індуїзму, обставлені культовими церемоніями, що йдуть корінням в язичницькі вірування тубільців. Язичництво особливо помітно в культі природних явищ та поклонінні предкам. Природа розглядається як вища сила, і кожна з її складових має своїх духів або духа, який може бути матеріалізований у вівтарі або задобрений подарунками (саджен) у вигляді сільськогосподарських продуктів.
Крім того, величезну роль в релігійних віруваннях балійців грають гори як притулок богів та предків. Балійці думають і діють, орієнтуючись на гори, притулок богів. Вони не починають роботу, не порадившись з жерцем, щоб дізнатися, чи сприятливий цей день і цей час, і як в цей момент співвідносяться сили богів і демонів у космічному колесі часу. Будуючи будинок, вони слідують раз і назавжди встановленими правилами, де повинен розташовуватися храм (божественна частина), житлові кімнати (простір людей), кухня і вхід (притулок демонів).
Релігія Балі відома у всьому світі своїми магічними ритуалами. Ці ритуали й підношення слідують один за одним і покликані зберегти гармонію між світом людей і світом богів.
Всього на Балі близько 20 тис. храмів.

## Туризм

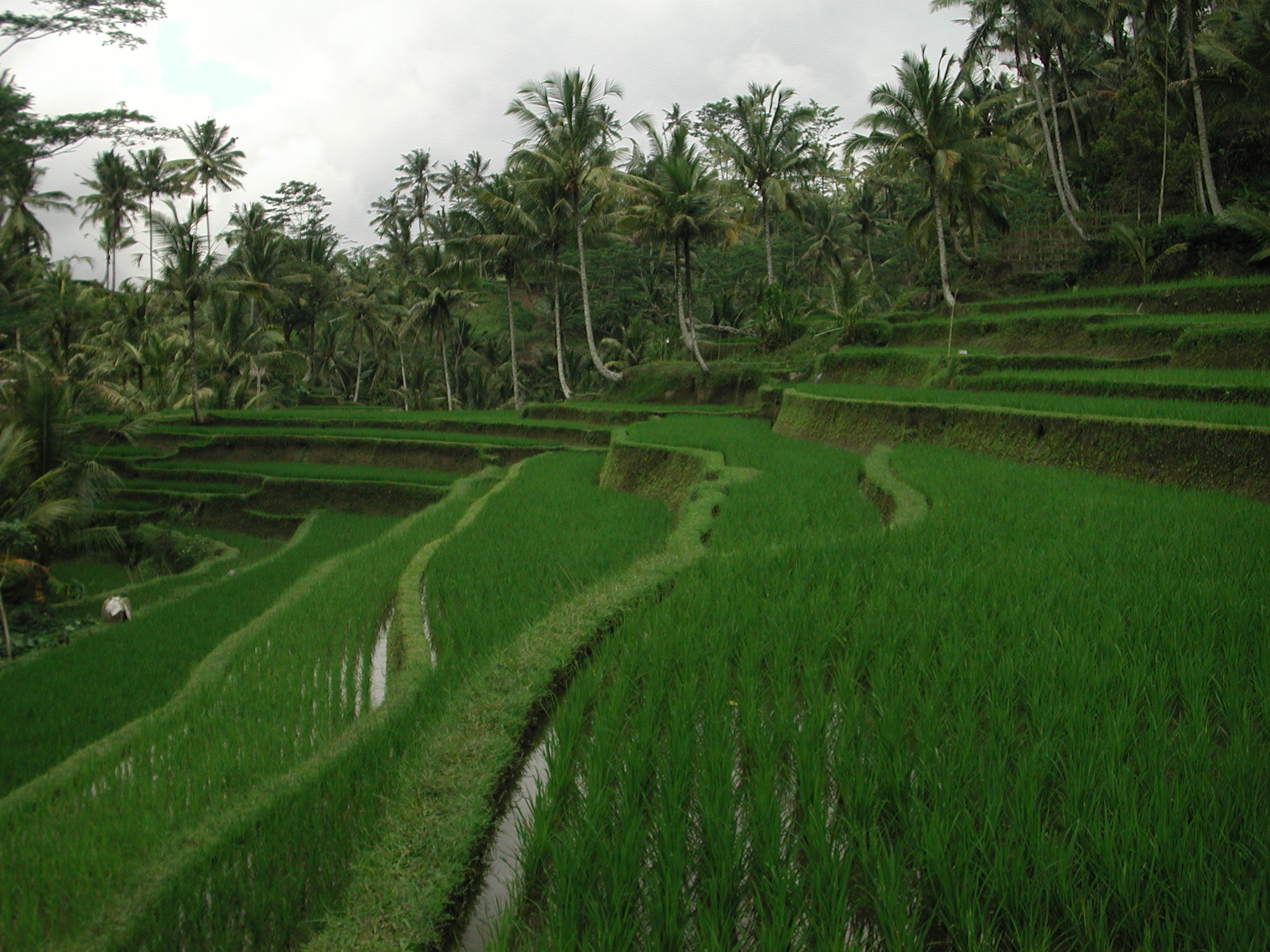
Рисові поля на Балі

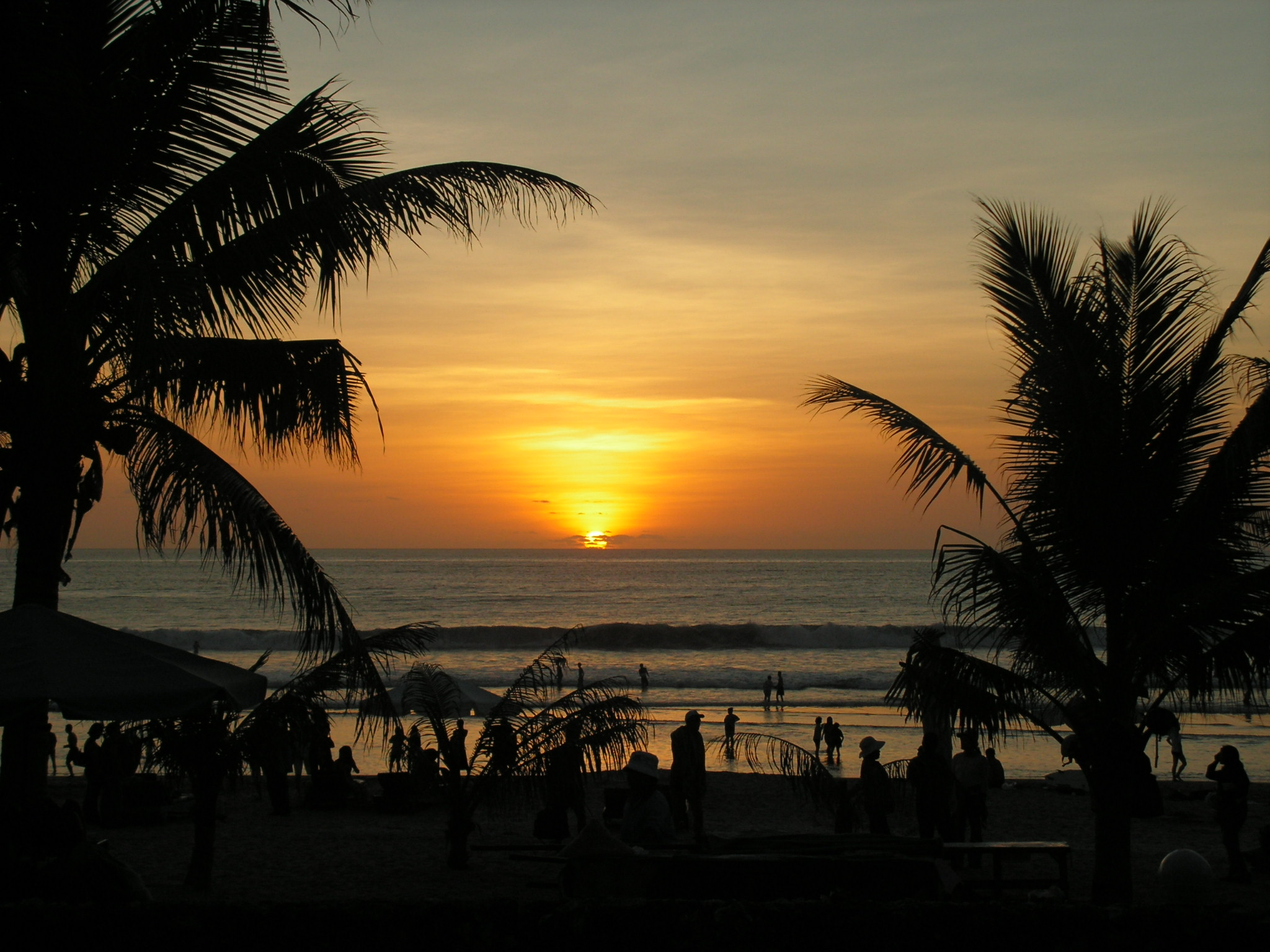
Захід на Балі

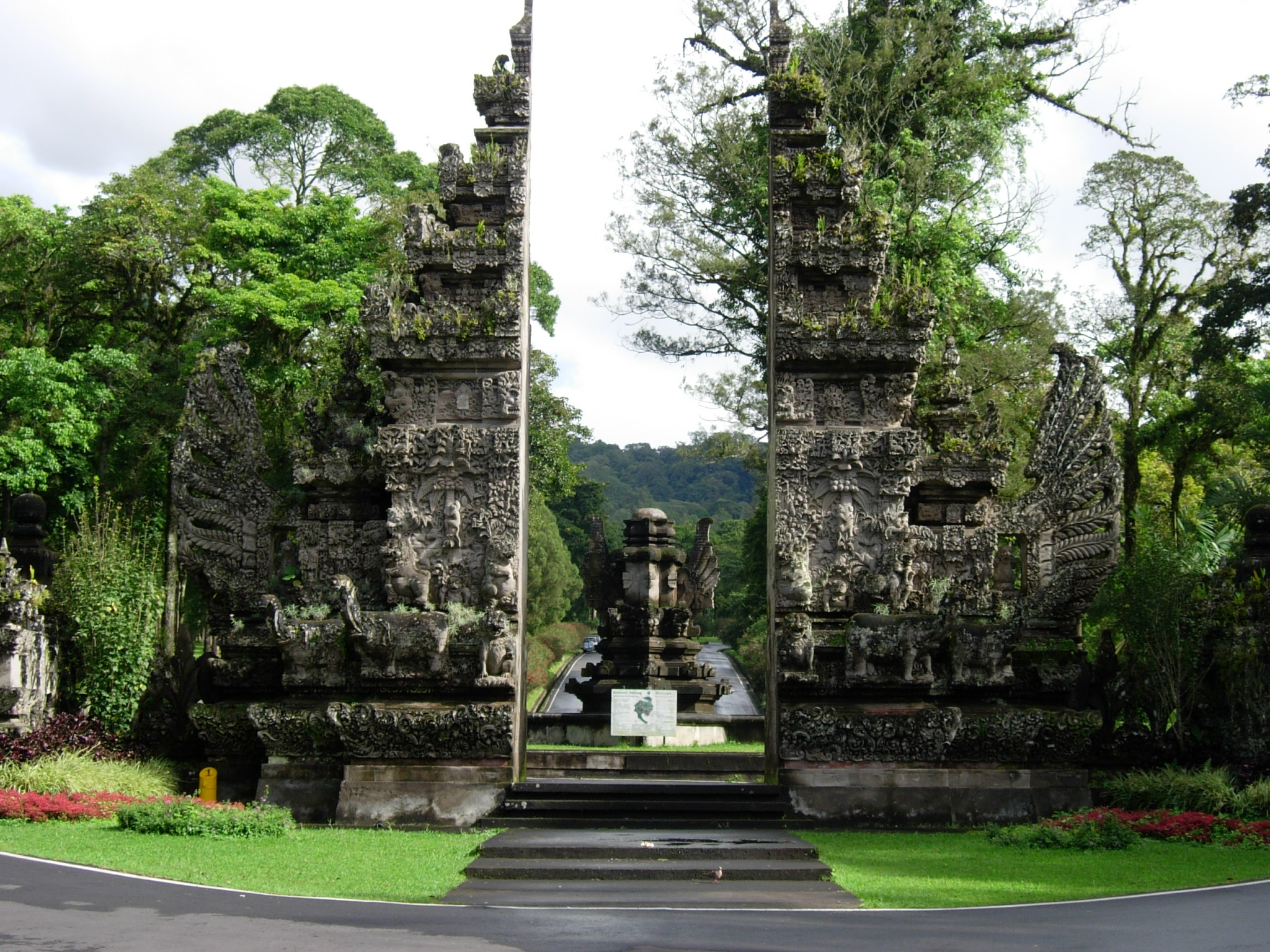
Вхід до Ботанічного саду Балі

Після визнання незалежності туризм був досить слабо розвинений, а інфраструктура перебувала в зародковому стані. Навіть за часів хіпі, які стікалися сюди з усього світу, існували лише маленькі бунгало без електрики на пляжах Кути, дешеві кімнатки без зручностей і страви морської кухні за кілька центів. Проте, в Санур туроператори вже освоювали туризм для багатьох. Уряду Індонезії, економіка якої була дуже залежна від експорту нафти, було необхідно знайти і інші джерела доходів, і він дуже сприяв розвитку індустрії туризму.
На перших порах ці зусилля були спрямовані на те, щоб змінити в очах усієї світової спільноти непривабливий образ, який закріпився за правлячою верхівкою Індонезії після військового перевороту.
Професійний аналіз ситуації на Балі і план розвитку туризму був зроблений в 1969 році. Проєкт був профінансований ООН під запорукою Світового банку. Особливий наголос було зроблено на район Букіт-Бадунга. У 1978 р. балійський губернатор Іда Багус Мантра запропонував зацікавленим сторонам звернути увагу на багатющу культуру острова. Відтоді музика, танці, релігійні свята, скульптура і живопис грають таку ж роль в туристичному бізнесі, як і постійне вдосконалення інфраструктури. Реконструйовано аеропорт, зводяться готелі класу люкс і скромні недорогі готелі, щоб охопити весь соціальний спектр любителів подорожей. Осушуються рисові поля і будуються водопроводи в найбільш посушливих районах. На зміну недорогому прийшов елітний туризм. Тепер всесвітньо відомі зірки приїжджають у Санур на церемонії одруження, а європейські міністри проводять відпустку в «Середземноморському клубі» в Нуса-Дуа.
Розвиток отримали серфінг, дайвінг, екологічний і пляжний туризм.
Проте, вже на початку 2023 року, губернатор Балі Ваян Костер поскаржився, що за останній рік на острові різко зросла кількість правопорушень за участю туристів, більшість з яких – з Росії, тому він готовий ввести систему квот для іноземних туристів на 100 років. Також чиновник заявив, що з січня по квітень 2023 року з Індонезії було депортовано 101 туриста, більшість з яких є росіянами. Зокрема, відразу декілька людей були вислані з країни за оголені фото на священних для місцевих жителів локаціях. При цьому він поскаржився, що більшість туристів-порушників все одно не приносять великих доходів місцевому бюджету, адже вони вважають за краще орендувати дешеве приватне житло, пересуваються на велосипедах або скутерах та харчуються приготовленою вдома їжею, купуючи "розфасований рис", а от шкоди від них куди більше.

## Визначні пам'ятки

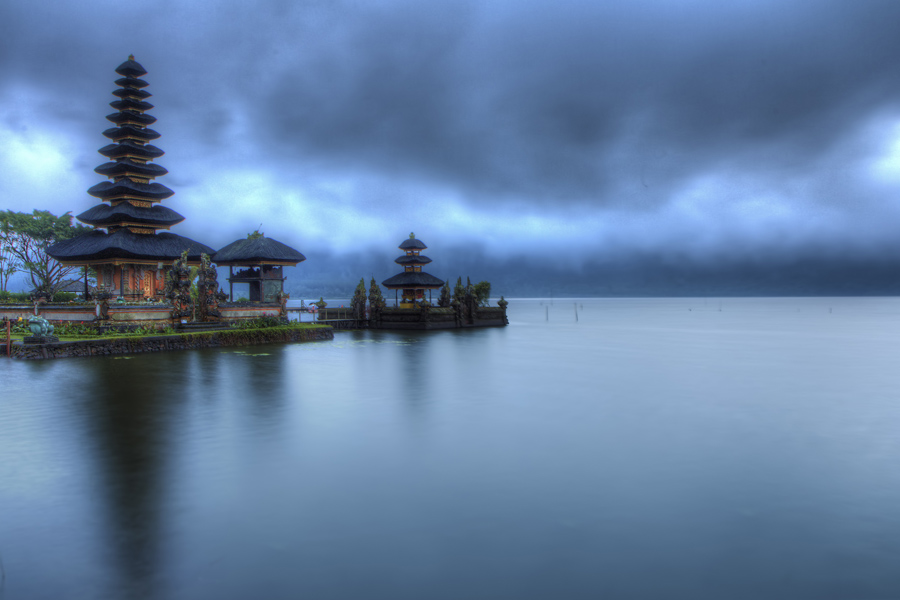
Храм Улун Дану на озері Братан

- Таман Аюн — головний храм королівства Менгві
- Ботанічний сад у кратері вулкана
- Храм Улун Дану на озері Братан
- Храм Улувату, де проходить представлення танцю Кечак
- Храм Танах Лот
- Вулкан Батур.
- Королівські могили